# The Daily Caller
The Daily Caller est un site web de désinformation d'extrême-droite basé à Washington. Il a été fondé en 2010 par Tucker Carlson, animateur de Fox News, et Neil Patel (en). Lancé comme une « réponse conservatrice au Huffington Post », Il a été mis en cause à de nombreuses reprises pour avoir diffusé des informations erronées ou volontairement trompeuses,,,,, et nie le réchauffement climatique. The Daily Caller a quadruplé son audience et est devenu rentable en 2012, surpassant plusieurs sites concurrents en 2013.
Ce site est à la fois soutenu par une entreprise et une fondation à but non lucratif au même nom, qui alimente des soupçons de fraude fiscale. 